# Invasioni mongole del Tibet
Con invasioni mongole del Tibet si fa riferimento alla serie di attacchi compiuti dall'Impero mongolo ai danni della regione del Tibet. La prima incursione coincise con il presunto complotto di Gengis Khan finalizzato a invadere l'area nel 1206, un evento questo considerato anacronistico. Non esistono infatti prove di scontri tra le due controparti prima della campagna militare del 1240. Fu in quest'ultimo anno che ebbe luogo l'invasione guidata dal generale mongolo Doorda Darkhan nel 1240, il quale si avvalse dell'impiego di 30 000 soldati che causarono 500 vittime. Lo scopo della campagna, la cui portata si rivelò minore rispetto alle invasioni su vasta scala compiute dai mongoli contro i grandi imperi situati altrove nell'Asia, non è chiaro e resta ancora oggetto di discussione tra i tibetologi. Alla fine del 1240, il principe mongolo Godan invitò il lama Sakya Pandita, che esortò altre importanti figure tibetane a sottomettersi all'autorità mongola. Si ritiene generalmente che questo evento abbia segnato l'inizio del dominio mongolo sul Tibet, così come l'istituzione di un rapporto di stampo feudale tra mongoli e tibetani. Queste relazioni furono continuate da Kublai Khan, che fondò la dinastia Yuan e concesse l'autorità sull'intero Tibet a Drogon Chogyal Phagpa, nipote di Sakya Pandita. Il sistema amministrativo Sakya-mongolo e il dominio amministrativo Yuan sulla regione durarono fino alla metà del XIV secolo, quando la dinastia Yuan iniziò a eclissarsi.
All'inizio del XVII secolo, i mongoli Oirati conquistarono nuovamente la regione e fondarono il Khanato Khoshut. Da allora i mongoli avrebbero esercitato una propria influenza nella politica tibetana fino alla conquista Qing della Mongolia e della Zungaria.

## Invasioni dell'Impero mongolo

### Prima del 1240
Secondo un racconto legato alla tradizione tibetana, l'imperatore mongolo Gengis Khan ipotizzò di invadere il Tibet nel 1206, ma fu dissuaso quando i tibetani promisero di rendere omaggio ai mongoli. Gli studiosi moderni considerano questa versione anacronistica e, pertanto, non attendibile. Ciò ha spinto vari studiosi ad effettuare differenti ricostruzioni sugli eventi storici in esame. La campagna di Genghis mirava al regno Tangut, amministrata dalla dinastia Xia occidentale e slegata dal Tibet, il quale certamente non versò alcun tributo ai mongoli prima del 1240. Non esistono prove che attestino l'esistenza di relazioni bilaterali prima dell'invasione di Doorda Darkhan nel 1240.
Il primo vero contatto mongolo con il popolo etnico tibetano avvenne nel 1236, quando un capo tibetano vicino a Wenxian si sottomise ai mongoli, allora impegnati nella loro campagna contro la dinastia Jin nel Sichuan (v.si Campagna mongola contro i Jin).

### L'invasione del 1240-1241
Nel 1240, il principe mongolo Godan Khan, figlio di Ögödei Khan, secondo Khagan (imperatore) dei mongoli, e fratello minore di Güyük, «delegò il comando dell'invasione tibetana a un generale Tangut, Doorda Darqan (Dor-ta)». La spedizione fu «il primo conflitto militare tra i due popoli». La forza d'invasione consisteva in 30 000 uomini (forse meno) e provocò 500 vittime e l'incendio dei monasteri Kadam di Rwa-sgreṅ e Rgyal-lha-khang. Una campagna modesta se paragonata alle altre che i mongoli stavano conducendo in Estremo Oriente e Asia Centrale. Secondo Turrell V. Wylie, questo è molto d'accordo tra i tibetologi. Tuttavia, lo scopo dell'invasione è contestato tra gli studiosi tibetani, in parte a causa dell'abbondanza di fonti anacronistiche e di fatto errate.
Tuttavia, studi moderni rilevano che le fonti più antiche attribuiscono agli esploratori mongoli il solo incendio di Rgyal-lha-khang, così come l'uccisione di un gran numero di monaci Rwa-sgreng. I monasteri bKa'-brgyud-pa di sTag-lung e 'Bri-gung, con il loro antico legame con la dinastia Xia occidentale, furono risparmiati perché lo stesso Doorda era un buddista Tangut. L'abate 'Bri-gung o, secondo Luciano Petech, l'abate Rwa-sgreng, suggerì che i mongoli avessero invitato il lama della setta Shakya, Shakya Pandita. Dopo aver incontrato Godan, Shakya Pandita morì lasciando due nipoti, non prima però d'aver convinto altri monasteri del Tibet centrale ad accettare l'autorità dei mongoli, originando la resa simbolica del Tibet.
Secondo la ricostruzione più tradizionale, l'attacco avvenne per rappresaglia al rifiuto tibetano di rendere omaggio. Wylie sottolinea però che i tibetani smisero di versarlo nel 1227, mentre l'invasione di Doorda Darkhan avvenne nel 1240. Risulta difficile credere che i mongoli avrebbero atteso tanto per una rappresaglia. Vi sono ulteriori errori che rendono la ricostruzione anacronistica, tra cui innanzitutto il fatto che Gengis progettasse l'attacco al Tibet mentre invece egli era impegnato nella campagna contro il regno Tangut degli Xia occidentali. Secondo Wylie, l'azione militare assunse i connotati di una ricognizione finalizzata a valutare la situazione politica tibetana. I mongoli speravano di identificare un unico nemico da sottomettere ma trovarono una terra divisa religiosamente e politicamente, oltre che priva di un governo centrale.
Una terza ipotesi è che le truppe siano state inviate per saccheggiare la «ricchezza accumulata nei monasteri tibetani.» I mongoli evitarono però deliberatamente di attaccare taluni monasteri, una decisione discutibile se il loro unico obiettivo era il bottino.
Qualunque fosse il loro scopo, i mongoli si ritirarono nel 1241, quando tutti i principi mongoli furono richiamati in Mongolia al Kuriltai per definire il successore di Ögödei Khan.

### L'invasione del 1244
Nel 1244 i mongoli tornarono in Tibet e invitarono Sakya Pandita all'accampamento di Godan, dove egli accettò la capitolazione del Tibet quando i mongoli lo minacciarono di compiere, in caso di rifiuto, un'invasione su vasta scala.

### Le invasioni di Möngke Khan (1251 e 1252-1253)

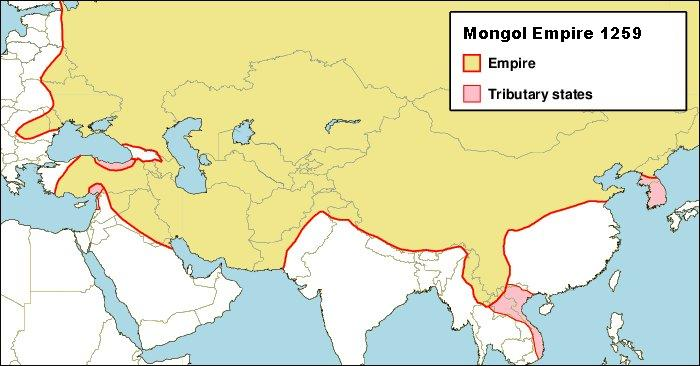
L'impero mongolo nel 1259

Sa-skya Pandita morì nel 1251 e Godan Khan morì probabilmente nello stesso periodo (o, secondo altre fonti, dopo il 1253). Möngke Khan divenne Khagan nello stesso anno. Alcune fonti affermano che ci fu un'invasione mongola nel 1251, come punizione per il mancato pagamento di un tributo, o nel 1251-1252 «per prendere formalmente possesso del paese.» Per rafforzare il suo controllo sul Tibet, Möngke nominò Qoridai comandante delle truppe mongole e han a Turpan nel 1251. Vengono menzionati due attacchi, uno guidato da Dörbetei, l'altro da Qoridai, e la doppia campagna incusse diverso timore nei tibetani. Le fonti tibetane, tuttavia, menzionano solo un attacco ai danni di una località chiamata Bod kyi-mon-mkhar-mgpon-po-gdong. Wylie attribuisce scarsa affidabilità a queste fonti, sostenendo che la mancanza di prove sostanziali di un'invasione solleva dubbi sull'entità dei movimenti mongoli nel Tibet vero e proprio.
(Wylie (1977), p. 323.)
Nel 1252-1253 Qoridai invase il Tibet, arrivando fino a Damxung. In quel frangente, i monasteri del Tibet centrale si sottomisero agli aggressori stranieri. Möngke divise le terre tibetane tra i suoi parenti come loro appannaggi in accordo con il Grande Jasag di Gengis Khan. Molti aristocratici mongoli, incluso lo stesso Khagan, sembrano aver cercato le benedizioni di importanti lama tibetani. Möngke Khan patrocinò Karma Baqshi (1204–83) del sottordine Karma-pa e il Monastero di 'Bri-gung; Hulagu, khan dei mongoli in Medioriente, inviò sontuosi doni sia a 'Bri-gung sia al monastero gDan-sa-thel del sottordine Phag-mo-gru-pa. Successivamente William Rubruck (1220-1293) riferì d'aver visto monaci buddisti cinesi, tibetani e indiani nella capitale dell'Impero mongolo, Karakorum (dicembre 1253).
Sebbene il Karmapa della scuola Karma Kagyu si fosse rifiutato cortesemente di restare con lui, preferendo suo fratello Khagan, nel 1253 il principe Kublai Khan convocò alla sua corte i due nipoti del gerarca Sa-skya-pa, Blo-gros rGyal-mtshan, noto come 'Phags -Pa lama (1235-1280) e Phyag-na rDo-rje (1239-1267) dal defunto ordo di Godan a Liangzhou. Kublai incontrò per la prima volta 'Phags-pa lama nel 1253, presumibilmente per portare il lama Sa-skya che risiedeva nel dominio di Köden, e che era un simbolo della resa tibetana, nel suo campo. All'inizio Kublai rimase fedele allo sciamanesimo ma il suo capo khatun, Chabui/Chabi, si convertì al buddismo e influenzò la visione religiosa di Kublai. Durante la spedizione di Kublai nello Yunnan, il suo secondo in comando, Uriyangkhadai, dovette stazionare in Tibet nel 1254-1255 forse per sopprimervi delle tribù bellicose. Hulagu nominò un suo rappresentante in Tibet, Kokochu, a metà del 1250 mentre marciava verso l'Iran. Da allora, gli Ilkhan conquistarono delle terre in Tibet.
Nel 1265, Qongridar devastò l'area di Tufan/mDo-smad e dal 1264 al 1275 diverse campagne pacificarono i popoli tibetani e Yi di Xifan intorno alla moderna Xichang. Nel 1278 un tumen di guerrieri mongoli giunse attraverso il Dokham fino a ovest di Litang.

## Il Tibet sotto il dominio degli Yuan

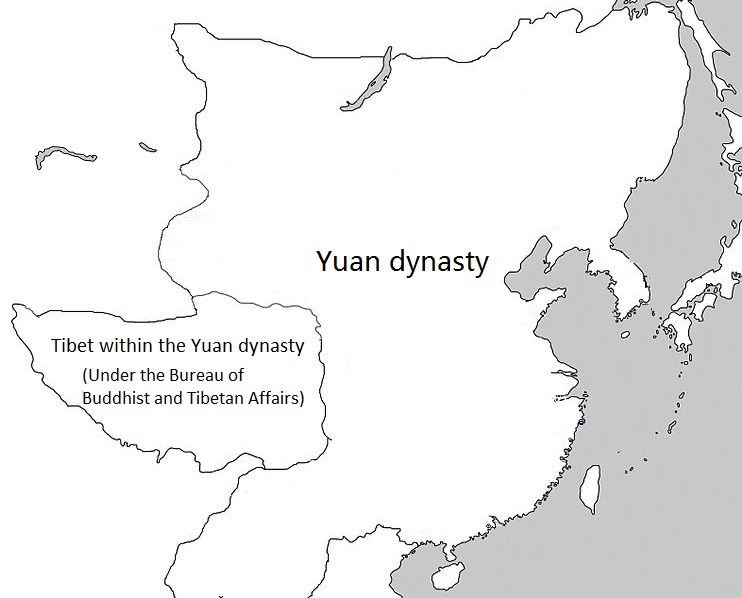
Il Tibet all'interno dei domini della dinastia Yuan sotto il dipartimento di alto livello noto come Ufficio degli Affari Buddisti e Tibetani (Xuanzheng Yuan)

Il Tibet fu dunque incorporato nell'Impero mongolo ma alla regione fu concesso un certo grado di autonomia politica. Kublai Khan incluse poi il Tibet nei domini della sua dinastia Yuan ma la regione rimase amministrativamente separata dalle province cinesi conquistate alla dinastia Song.
Secondo la visione tradizionale tibetana, il khan e il lama stabilirono relazioni "sacerdote-patrono": gestione amministrativa e assistenza militare da parte del khan e assistenza del lama nelle questioni spirituali. Il Tibet fu conquistato dai mongoli prima dell'invasione mongola della Cina meridionale. Dopo la sottomissione dei Song, Kublai incluse il Tibet nei domini della dinastia Yuan ma il paese fu amministrato dall'Ufficio per gli affari buddisti e tibetani (Xuanzheng Yuan), separato dalle province cinesi. I mongoli concessero ai lama Sakya una certa autorità politica ma mantennero il controllo sull'amministrazione e sull'esercito della regione. Nel tentativo di governare entrambi i territori preservando l'identità mongola, Kublai proibì ai mongoli di sposare cinesi ma lasciò intatti il sistema legale e quello amministrativo tibetano. Sebbene la maggior parte delle istituzioni governative istituite dagli Yuan somigliassero a quelle delle precedenti dinastie cinesi, il Tibet non adottò mai gli esami imperiali o le politiche neo-confuciane.
I monaci buddisti del Tibet erano popolari e molto rispettati nell'Ilkhanato, in Mongolia, Cina e nel Khanato Chagatai. Verso la fine dell'era Yuan, a metà del XIV secolo, il Tibet riconquistò la sua indipendenza dai Mongoli.

## Invasioni mongole dopo la fine dell'Impero mongolo
Nel 1368, gli Yuan persero il controllo della Cina e del Tibet per opera della dinastia Ming. Sconfitti, i Mongoli si ritirarono in Mongolia e Manciuria, originando la cosiddetta dinastia Yuan settentrionale che ivi restò, tra alti e bassi, al potere sino all'emergere della dinastia Qing nel XVIII secolo. Il Tibet centrale (Ü-Tsang) fu allora assoggettato alla Dinastia Phagmodrupa (1351-1642) che governò dal suo palazzo di Nêdong nella Valle dello Yarlung, riorganizzando l'amministrazione mongolo-shakya. Dopo una guerra civile avvenuta nel 1435, alcuni membri continuarono ad essere posti sul trono come re, sebbene fossero sempre contestati da altre potenze locali, specialmente le dinastie Rinpungpa (1435–1565) e Tsangpa (1565–1642). Dopo il 1564, la loro posizione fu puramente nominale e l'ultimo pretendente fu espulso da Lhasa nel 1635.
I Mongoli-Oirati si convertirono al buddismo tibetano intorno al 1615 e non passò molto tempo prima che venissero coinvolti, insieme ad altre tribù mongole, nel conflitto tra le scuole Gelug e Karma Kagyü. Il condottiero mongolo Choghtu Khong Tayiji/Tsogtu Khuntaiji (1581-1637) dei Khalkha settentrionali aveva stabilito una base sul fiume Tuul. Noto intellettuale, abbracciò la setta del Karma e costruì monasteri e castelli. Si sottomise a Ligdan Khan, ultimo Khangan dei mongoli (r. 1603-1634). Prese parte alla campagna di Ligdan in Tibet in aiuto ai Karma, nella quale il Khagan morì (1634) lasciando Tsogtu solo a proseguire la lotta: quello stesso anno, conquistò il Tümed intorno al lago Qinghai e vi trasferì la sua base. Su richiesta di Shamar Rabjampa, inviò un esercito al comando di suo figlio Arslan nel Tibet centrale nel 1635. Tuttavia, Arslan attaccò il suo alleato, l'esercito dello Ü-Tsang. Incontrò il V Dalai Lama e rese omaggio ai monasteri Gelukpa invece di distruggerli. Arslan fu infine assassinato per ordine del padre.
Su richiesta dei Gelug, Güshi Khan (Törü Bayikhu), il capo degli Hošuud della confederazione degli Oirati, guidò gli Hošuud e gli Zungari in Tibet nel 1636 contro Choghtu e i Karma Kagyu. L'anno successivo, nel 1637, una guerra decisiva tra Tsogtu Khuntaiji e Törü Bayikhu si concluse con la vittoria di quest'ultimo e Tsoghtu fu ucciso. È stato tradizionalmente descritto come malvagio dalla setta Geluk. D'altra parte, il film mongolo "Tsogt taij" (1945) lo trattò come un eroe nazionale, riflettendo l'atteggiamento del regime comunista nei confronti del buddismo tibetano.
Con la sua schiacciante vittoria su Tsogtu, Güshi Khan conquistò l'Amdo (odierno Qinghai). L'unificazione del Tibet seguì nel 1641-1642, quando Güshi Khan invase il Tibet centrale e sconfisse la Dinastia Tsangpa. Dopo la sua vittoria fu proclamato Chogyal, letteralmente "Re del Dharma" o "Insegnamento", dal V Dalai Lama. Con questi eventi fu confermata l'istituzione del Khaganato Hošuud. Gushi concesse al Dalai Lama l'autorità sul Tibet da Dartsedo al Ladakh. Il titolo stesso di "Dalai Lama" era stato precedentemente conferito al terzo lama del lignaggio Gelug Trülku da Altan Khan (da non confondere con gli Altan Khan dei Khalkha), e significa, in lingua mongola, "Oceano di saggezza".

## Riemergere della lotta tra il Khanato Zungari e la dinastia Qing

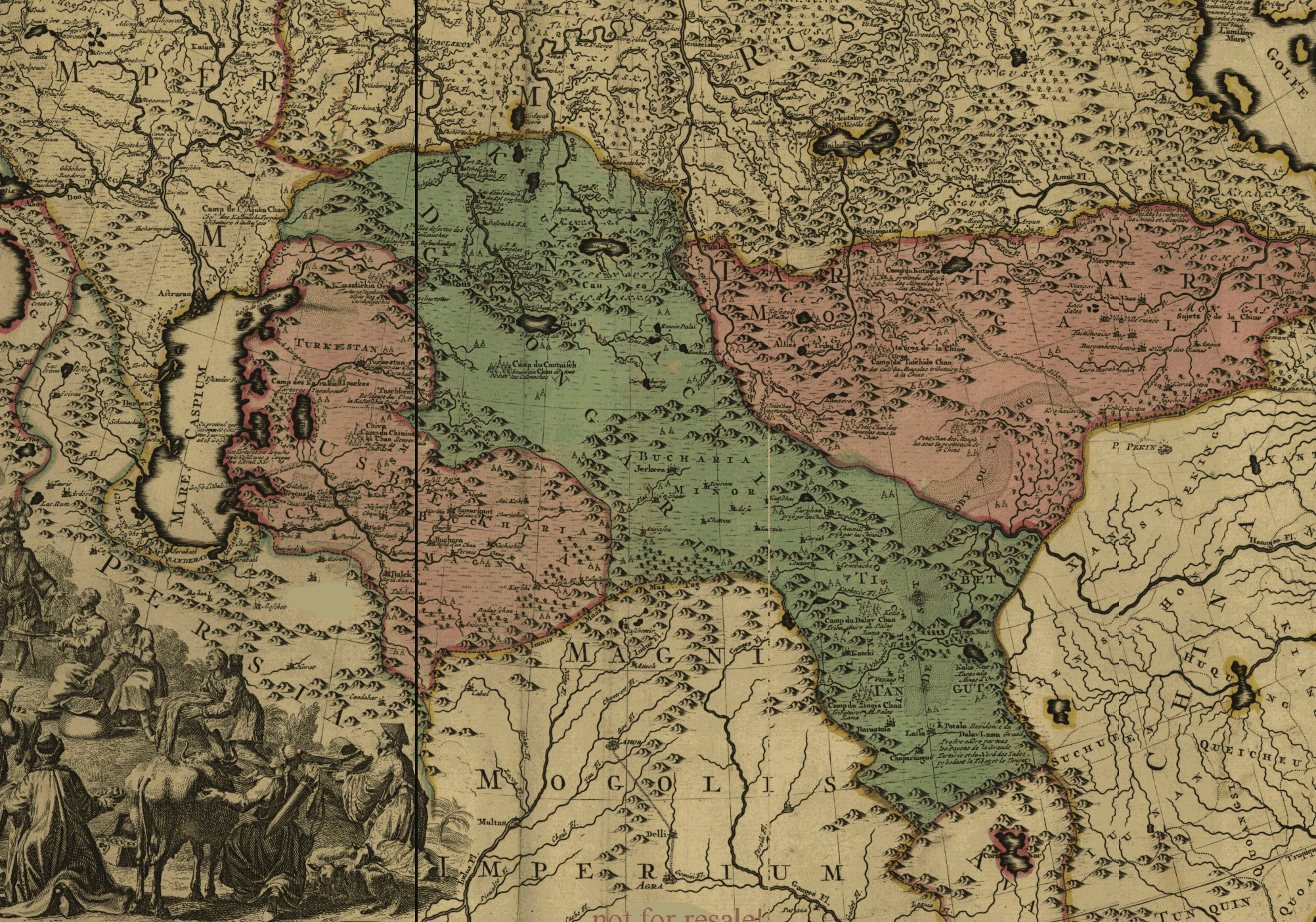
Gli stati Zungari e Kalmyk - (PARTICOLARE) Mappa dell'Impero russo di Pietro il Grande, creato da un soldato svedese nel 1725 circa.

Amdo, nel frattempo, divenne la casa dei Khoshut. I discendenti di Güshi Khan continuarono a governare come re del Dharma (chogyal) del Tibet, sebbene furono eclissati dal Dalai Lama e dal suo reggente per lunghi periodi. Nel 1717, tuttavia, gli Zungari, guidati dal fratello di Tsewang Rabtan, Tsering Dondup, invasero il Tibet. Gli invasori sconfissero e uccisero Lha-bzang Khan (l'ultimo khan del Khoshut Khanate ), pronipote di Güshi Khan e quinto re del Dharma del Tibet. Gli Zungari deposero un pretendente alla carica di Dalai Lama che era stato precedentemente promosso da Lha-bzang Khan. Il V Dalai Lama aveva incoraggiato i lama mongoli a impedire qualsiasi insegnamento non dGe-lugs-pa tra i mongoli. Gli Zungari iniziarono presto a saccheggiare Lhasa, perdendo così l'iniziale benevolenza tibetana nei loro confronti. Molti Nyingma e Bön furono giustiziati e i tibetani in visita ai funzionari zungari furono costretti a tirare fuori la lingua in modo che gli Zungari potessero dire se la persona recitava mantra costanti (che si diceva rendessero la lingua nera o marrone). Questo ha permesso loro di scegliere i Nyingmapa e i Bonpos, che recitavano molti mantra magici. Quest'abitudine di tirare fuori la lingua in segno di rispetto nel salutare qualcuno è rimasta un'usanza tibetana fino a tempi recenti.
L'invasione zungari fu una sfida alla politica imperiale dell'imperatore cinese Kangxi, poiché Lha-bzang Khan era stato alleato della dinastia Qing. L'imperatore si vendicò nel 1718 ma la sua spedizione militare soffrì d'una logistica inadeguata e fu annientata dagli zungari nella battaglia del fiume Salween non lontano da Lhasa. Una seconda e più grande spedizione fu inviata dall'Imperatore e ebbe un rapido successo. I Manciù espulsero le forze di Tsewang Rabtan dal Tibet nel 1720 e le truppe furono acclamate come liberatrici. Portarono Kelzang Gyatso con loro da Kumbum a Lhasa e lo insediarono VII Dalai Lama nel 1721. Nel 1723, Lobzang Danjin, un altro discendente di Güshi Khan, difese l'Amdo dai tentativi della dinastia Qing di estendere il suo dominio in Tibet ma fu schiacciato l'anno successivo ed Amdo cadde sotto il dominio cinese.